# 血腥五月
血腥的五月（德語：Blutmai）指的是1929年5月1日国际工人日（现称国际劳动节）其后三天内，柏林警察（在柏林德国社会民主党政府下）镇压德国共产党的支持者和无辜平民的事件。

## 经过
在此之前，在1923年啤酒馆暴动和德国十月后，普鲁士自由邦在1924年劳动节就曾实施过公共露天集会禁令，此后形势大致稳定。但情况在1928年德国国会选举竞选活动期间不断激化，奥托·布劳恩领导下的魏玛联盟普鲁士政府希望遏制左右极端政治暴力冲突的日益激化。1928年12月，柏林警察局长卡尔·策吉贝尔试图以严格高压手段对政治暴力进行威慑，他以红色阵线战士同盟和国家社会主义冲锋队在此期间的暴力行径为由，颁布了更为严格的公共露天集会游行禁令。并在1929年初由普鲁士内政部长阿尔伯特·格热辛斯基以同样的理由扩大至普鲁士全境。两天后格热辛斯基在讲话中说若德共不放弃暴力路线就会将其取缔。这加剧了德国共产党对针对这一禁令的政治煽动和批判态度，格热辛斯基发表上述言论的数日后德共中央在《红旗报》上认为禁令和有关取缔的威胁是想压制有阶级意识的工人并令其噤声，还有个别党组织指责格热辛斯基摆出“可笑的法西斯姿态”，宣言“共产党人会以坚定的步伐将其跨过”。
4月30日，柏林出现了德共儿童及青年组织青年斯巴达克斯团和红色阵线战士同盟的团员对交通警察的骚扰活动。且因为普鲁士其它地区对集会禁令有所放宽，柏林也出现了禁令已取消的误报或假消息。但柏林警察局长策吉贝尔重申在柏林禁令依然有效，有德共组织号召坚持五一集会，即使“策吉贝尔敢让工人在劳动节流血”也在所不惜。策吉贝尔已在早前的4月28日要求工人不要参加劳动节示威，政治集会将被严格处理，他也重申早前太多的流血冲突不得不让他颁布示威活动禁令。他攻击德共要按莫斯科的命令发动反叛，且不惜牺牲工人的性命。

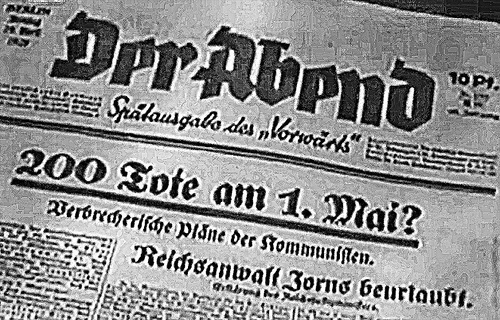
《晚报》（社民党机关报《前进报》晚报版本）头条新闻，柏林，1929年4月29日“5月1日200人死亡？
共产党人的犯罪计划”

这种观点以醒目的标题在社民党阵营的出版物中广泛流传。历史学家库尔茨认为，恰好在在确立国际工人节40周年之际打破在这一节日游行的传统，不论是对社民党人还是工会来说都是难以接受的。而在1890年正是社民党确立了这一传统，这种游行长期以来都是在被禁止的情况下进行的。但德共党员日益增长的侵犯性驱使他们选择反制并支持游行禁令。
5月1日在普鲁士不是公共假日。上午一开始只有零星的小型集会，被警方迅速驱散。但在中午随着人群涌入，警察开始更加频繁的作武力驱离和鸣枪示警，同时开始有人对警方采取明显的挑衅行为，并试图瘫痪交通。警察开始对围观者和一切被判定为非法集会的活动不加区别地作驱离警告，部分人甚至被围追（德語：Treibjagden）。这导致许多无辜的围观者也受牵连。大批警察乘运输车入场即展开镇压行动。社民党则遵循禁令在室内举行五一集会。
下午示威重心转向工人街区，警察进行抄家搜捕，甚至直接射击在窗口挂有红旗的人家。马克斯·格迈因哈特（Max Gmeinhardt）是一名住在警察行动目标街区的黑红金国旗团成员，他当天刚从柏林体育宫举行的五一集会归来，但在家中因为没有照警察命令立刻关上他家的窗户而遭到枪击。
5月2日，共产党发动罢工，号召工人反对警察暴力。在事件激化的过程中，威廉·皮克在国会指责策吉贝尔是“杀人犯”，而策吉贝尔虽然呼吁警察保持克制，但他本人也颁布了柏林全域的“交通和灯光禁制令”（Verkehrs- und Lichtverbots），让柏林事实上陷入紧急状态，内容包括：实施严格宵禁；室内不许照明；沿街的窗户不许打开；禁挂红旗7周。5月3日晚，曾任新西兰旺阿努伊市长的记者查尔斯·麦开伊因可能不明白柏林实施宵禁而被杀，成为事件中最后一名遇害者，到5月6日事件已基本平息。柏林的禁制令被解除。
骚乱中，有33名平民丧生（多被枪杀，一名被警车杀死），约198人受伤，47名警察受伤（受枪伤的仅有1名警察，原因是走火）。1228人被拘留，其中只有约十分之一与德共存在直接或间接联系，89人是红色阵线战士同盟成员，共有43人被定罪，所有这些人的刑期加起来约10年，单人最高刑期为9个月。没有警察因暴力行径受到调查或指控，德共和社民党在普鲁士邦议会展开了激烈争论，针对邦政府的的不信任动议和针对柏林警察局长策吉贝尔的罢免案均未获通过，两党之间的争论持续。
魏玛共和国中央政府采取行动指责德共及其组织企图煽动叛乱。普鲁士5月3日的禁令禁止了红色阵线战士同盟的活动，帝国内政部长卡尔·塞弗林则在5月6日对其颁布全国禁令，10日联邦各州的内政部长会议宣布禁令将持续至14日。德共总体与被定性的暴动保持距离，但仍将其作为号召工人反对社民党的事例宣传。5月8日的葬礼上恩斯特·台尔曼在演讲中声言共产党“全力声援那些站在街垒上的人们”，而社民党则为警察的行径辩护。该事件是魏玛共和国政府及其稳定性衰落的重要时刻。该事件还标志着左翼的社民党政府与极左翼的德国共产党的关系出现转折，削弱了左翼政党联合反对法西斯主义和崛起中的纳粹党的任何前景。警察的残酷镇压还导致了公众对政府的信任进一步受到破坏:139。

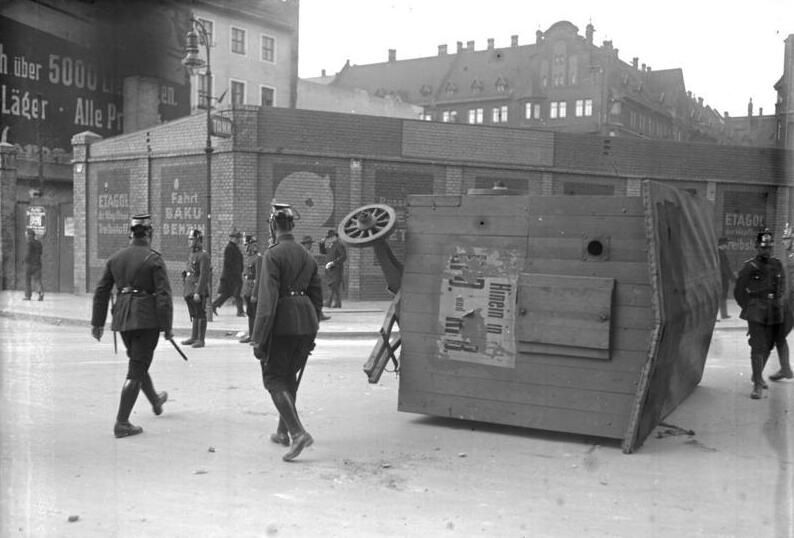
共产党人将掀翻的房车作为障碍物。

## 文献
- Léon Schirmann（德语：Léon Schirmann）: Blutmai Berlin 1929. Dichtungen und Wahrheit. Dietz Verlag (Parteiverlag der PDS), Berlin, 1991.
- Buchner, Bernd. . Bonn: Verlag J.H.W. Dietz Nachfolger (Parteiverlag der SPD). 2001: S. 252–262.
- Thomas Kurz (Diplomat)（德语：Thomas Kurz）: „Blutmai“. Sozialdemokraten und Kommunisten im Brennpunkt der Berliner Ereignisse von 1929. Mit einem Geleitwort von Heinrich August Winkler. Dietz (Nachf.), Berlin 1988, ISBN 978-3-8012-0131-9.
- Template:LuiseBMS
- Bezirksamt Mitte von Berlin / Mitte Museum (Hrsg.): Berliner Blutmai 1929. Eskalation der Gewalt oder Inszenierung eines Medienereignisses? Berlin 2009.
- Rezension der Ausstellung （页面存档备份，存于） von Christian Saehrendt auf der Homepage der „Stiftung Zukunft braucht Erinnerung“ vom 19. Januar 2010.